# Gorākhk
Gorākhk (persiska: گراخک) är en ort i Iran.   Den ligger i provinsen Khorasan, i den nordöstra delen av landet, 700 km öster om huvudstaden Teheran. Gorākhk ligger 1 428 meter över havet och antalet invånare är 702.
Terrängen runt Gorākhk är kuperad söderut, men norrut är den platt.Runt Gorākhk är det ganska tätbefolkat, med 185 invånare per kvadratkilometer. Närmaste större samhälle är Shāndīz, 5,2 km sydost om Gorākhk. Trakten runt Gorākhk består i huvudsak av gräsmarker.